# Iwona Burdzanowska
Iwona Burdzanowska (* 1960 Dęblin) je polská fotoreportérka, novinářka, vedoucí fotografického oddělení, fotoeditorka, autorka akcí a divadelních fotografií. Žije v Lublinu.

## Životopis
V mládí chtěla navštěvovat střední uměleckou školu v Nałęczówě. Stala se však studentkou střední školy Hanky Sawické v Dęblinu. Její strýc, profesor chemie a biochemie, ji vedl k fotografii. Poté vystudovala postsekundární fotografickou školu na Fotografickém školním komplexu ve Varšavě.
V roce 1981 se začala věnovat mikro- a makrofotografii, rentgenové fotografii a UV fotografii na katedře mikrobiologie Univerzity Marie Curie-Skłodowské v Lublinu. Při turistice a fotografování rostlin ji fascinovala biologie. Zapsala se na studia biologie.
O fotografování událostí se začala zajímat v roce 1987, během třetí apoštolské cesty Jana Pavla II. do Polska. O rok později se jí narodila dcera, načež se ke studiu nevrátila a změnila specializaci. V roce 1991 začala pracovat v lublinské pobočce Gazeta Wyborcza. S redakcí byla spojena do roku 2012.
Jako fotografka spolupracovala s Divadlem Juliusze Osterwy v Lublinu (1995–2011) a s Hudebním divadlem. Pracovala mimo jiné na tvorbě obalů hudebních alb pro Budka Suflera , Mateusze Pospieszalskiho a Voo Voo. Od roku 1989 nepřetržitě spolupracuje s Lublinskou lékařskou komorou při tvorbě měsíčníku Medicus. Po odchodu z redakce Gazeta Wyborcza spolupracuje mj. s online redakcí Radia Lublin .

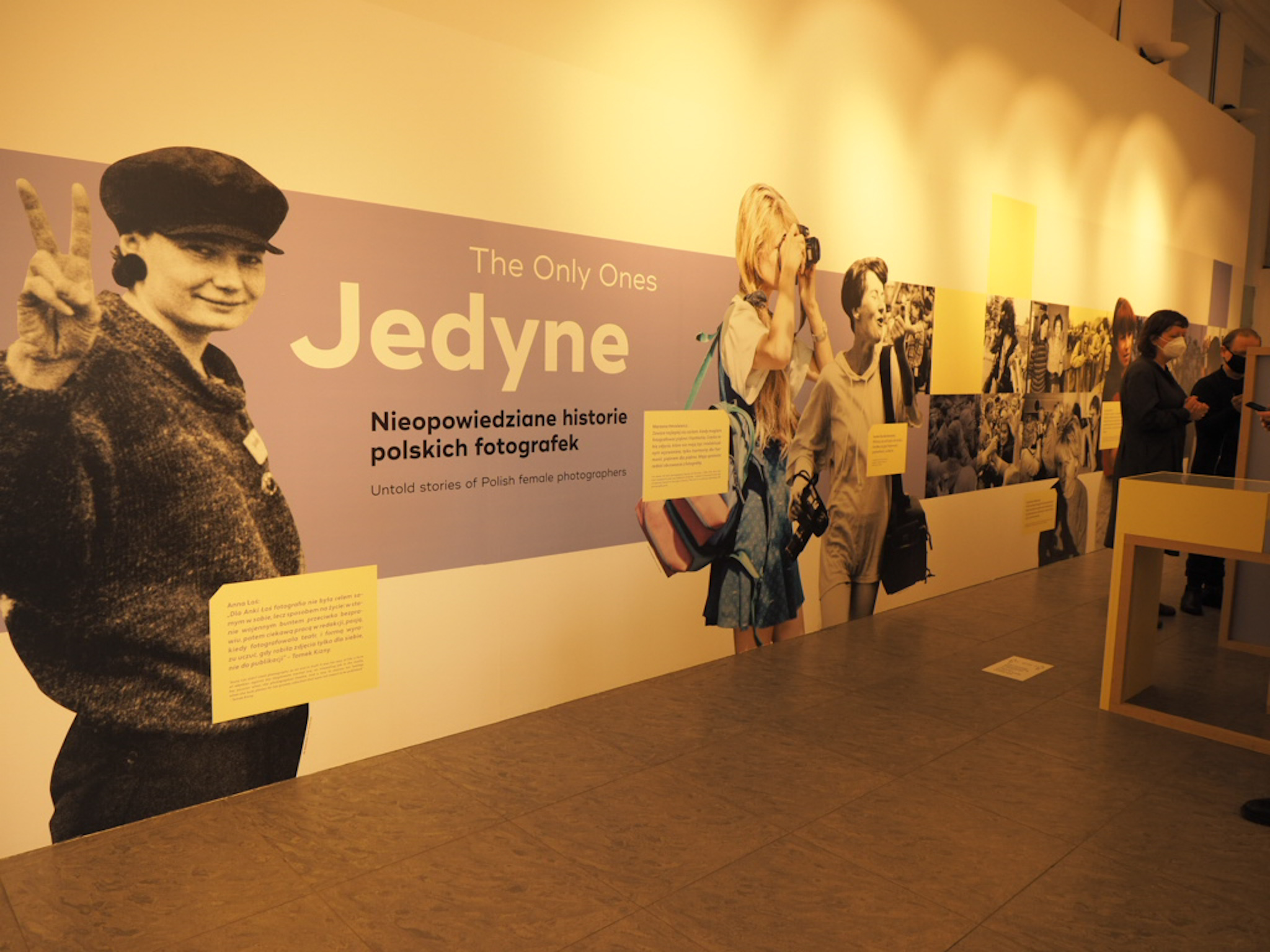
Výstava Jedyne. Nieopowiedziane historie polskich fotografek, Dom Spotkań z Historią, 2021

V roce 2021 byla její tvorba představena na výstavě Jedyne. Nieopowiedziane historie polskich fotografek a ve stejnojmenné knize Moniky Szewczyk-Wittek v Domě historie Dom Spotkań z Historią ve Varšavě a také její fotografie a rozhovor s autorkou. Výstavu tvořilo téměř 150 fotografií třinácti polských fotografek, které v 70. až 90. letech 20. století byly často jedinými ženami v mužských týmech nebo pracovaly samostatně. Autorky se zabývaly různými druhy fotografie. Pracovaly také jako fotoeditorky nebo byly vedoucími fotografických oddělení v redakcích novin. Publikovaly v uznávaných polských i zahraničních tiskových titulech, prezentovaly fotografie v albech a na výstavách a pro mnohé z nich byla fotografie životním stylem. Byly to například: Anna Beata Bohdziewiczová, Iwona Burdzanowska, Joanna Helanderová, Marzena Hmielewiczová, Anna Michalak-Pawłowska, Anna Musiałówna, Anna Pietuszko-Wdowińska, Maja Sokołowska nebo Anna Łośová.

## Galerie

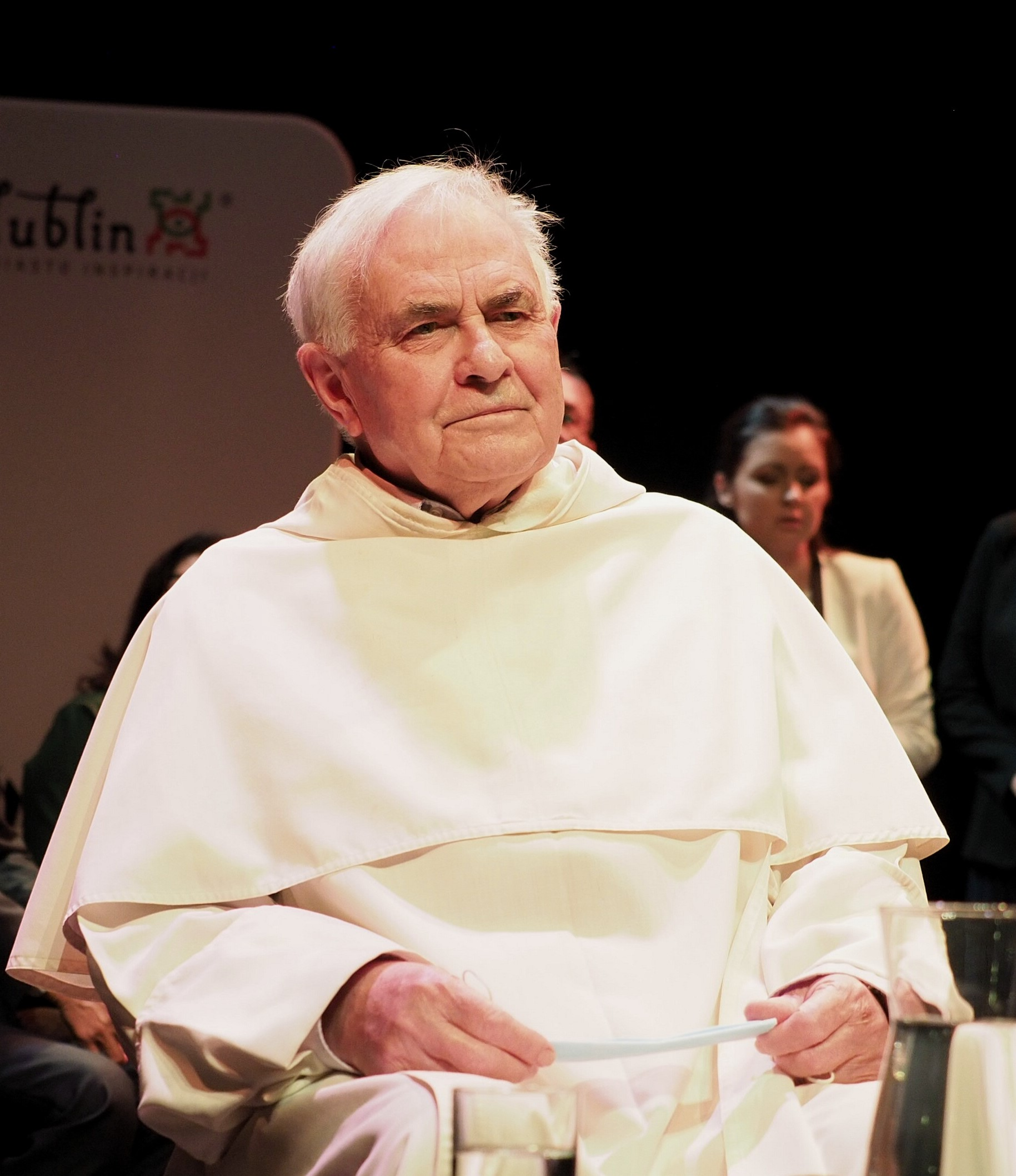
O. Ludwik Wiśniewski podczas nadania tytułu Honorowego Obywatela Miasta Lublin
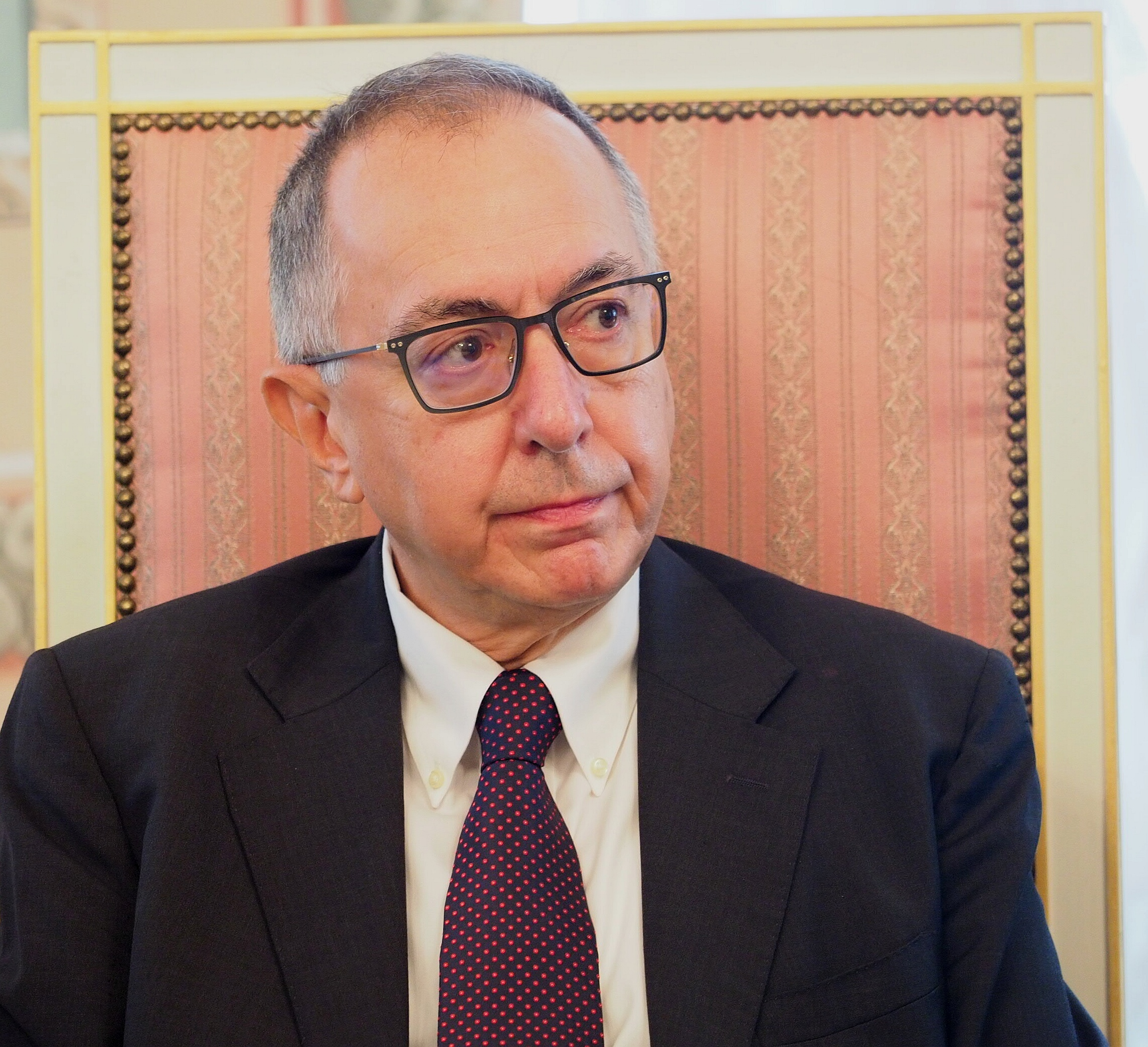
Prof. Giuseppe Guarnaccia podczas nadania tytułu Honorowego Obywatela Miasta Lublin